# Ascorhynchus auchenicum
Ascorhynchus auchenicum là một loài nhện biển trong họ Ascorhynchidae. Loài này thuộc chi Ascorhynchus. Ascorhynchus auchenicum được miêu tả khoa học năm 1879 bởi Slater.